# میدان، دیر زیرین
میدان (به انگلیسی: Maidan) یک منطقهٔ مسکونی در پاکستان است که در خیبر پختونخوا واقع شده‌است.